# Webba

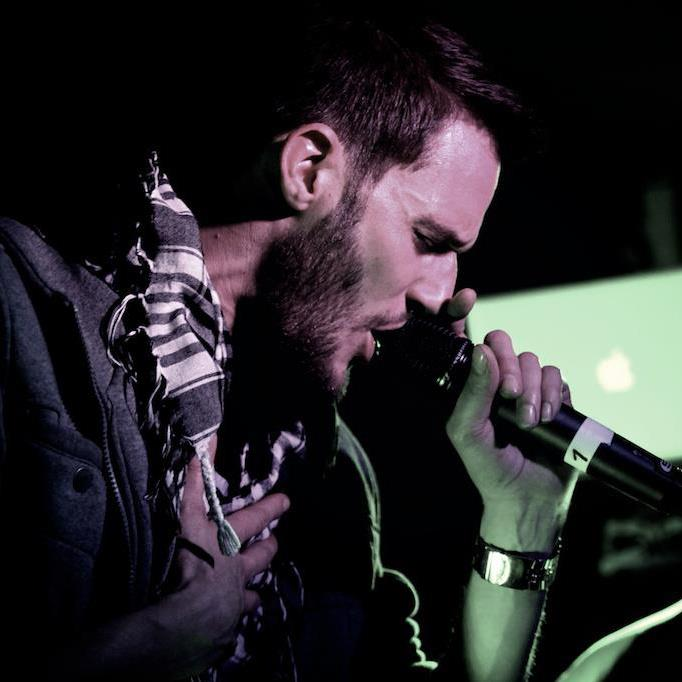
Webba bei einem Konzert im Jahr 2013

Webba (* bürgerlich Pascal Weber) ist ein Schweizer Musikproduzent, Songwriter und Musiker aus Bern.

## Geschichte
Webba kam erstmals 1988 mit Hip-Hop in Kontakt und betätigte sich jahrelang vor allem mit Beatboxing und Improvisationswettkämpfen, sogenannten Freestyle-Battles. Er war Gründungsmitglied der Rap-Gruppe Krümelmonstaz welche 1997 gegründet wurde und ihr erstes Lied auf der im Jahr 2001 erschienenen Kompaktkassette Bumerang Tape der Zürcher Formation Linktiim, welcher auch Skor angehörte, veröffentlichte. Die Band veröffentlichte 2002 ihre erste EP Grössäwahn, von welcher die gleichnamige Singleauskopplung national auf grosse Resonanz stiess und u. a. auf dem nationalen Musikfernsehsendersender VIVA Schweiz fast ein Jahr lang aus Rotation lief. Im selben Jahr produziere er auf dem Album She-Heilig Tape des Labels Eastboud, auf welchem u. a. auch die Rapperin ZORA vertreten war, den Song R.H.A. mit Big Zis sowie den Song Wer weiss??? mit Meli & Bilä. Die Compilation wurde ausschliesslich als Kompaktkassette veröffentlicht. Im Jahr 2004 erschien das Album Inkubation der Band Krümelmonstaz. Die Singleauskopplung, beinhaltete einen Gastbeitrag von Dodo und das dazugehörige Musikvideo landete ebenfalls wieder in täglichen Rotation des nationalen Musikfernsehsenders. In ihrer aktiven Zeit absolvierte die Band zahlreiche Konzerte im In- und Ausland, unter anderem im Vorprogramm von Delinquent Habits, Das EFX und Bahamadia. Ausserdem arbeitete Webba als Musikproduzent mit verschiedenen Schweizer Künstlern wie zum Beispiel Black Tiger. Die Band trennte sich 2005.
2007 veröffentlichte die Band Dabu Fantastic ihr erstes Album Fantanstic, auf welchem Webba auf dem Song Scho guät einen Gastbeitrag hatte.
Im Jahr 2009 erschien nach mehr als fünf Jahren Arbeit sein erstes Soloalbum Deheim? mit Gastbeiträgen von PVP, Baze, Lo, Drüklang, Merlo, Fantu und Wurzel 5. Die Lieder wurden komplett von Webba selbst produziert und aufgenommen. Zu dem Titel Wäg vo hiä, der beim staatlichen Radio-Sender DRS Virus einer der meistgespielten Songs 2009 war, wurde ein Videoclip gedreht, in dem Webba mit Hilfe eines Doubles alle männlichen Rollen selber spielt. Auch Du hesch ke… (mit Baze) wurde als Video realisiert. Beide Clips wurden im Tagesprogramm von VIVA (Schweiz) und SF zwei ausgestrahlt.

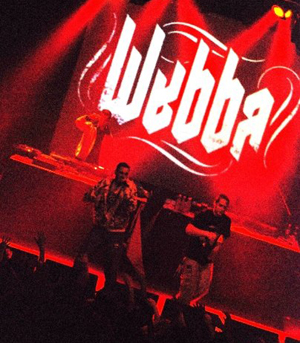
Webba Konzert, 2009

Das Album Deheim? wurde am 20. Februar 2009 mit einer „Releaseparty“ gefeiert, bei der der Rapper und Produzent von DJ Thrillin und DJ Kermit unterstützt wurde. Weitere Auftritte fanden 2009 und 2010 als Vorgruppe von Chlyklass, Wurzel 5, Ill Bill sowie Masta Ace, Reef the Lost Cauze & Snowgoons statt. Bei seinen Konzerten wird Webba von Dominik „Billyah“ Bielmann als Background-Rapper und DJ Kermit unterstützt.
Am 14. Juni 2010 erschien das Album Update 2.0 von Lo & Leduc, welches komplett von Webba aufgenommen und produziert wurde. Weiter wurde auch der Beat zum Song Über 2.0 von ihm komponiert und produziert. Für das dritte Album Update 3.0 welches 2012 erschien, komponierte und Produzierte er den Song Räuber u Poli, welcher dem Album massgeblich zum Erfolg verhalf. Für den Song wurde ein Musik-Video produziert und veröffentlicht.
Am 28. August 2011 erschien das Remix-Album der Band Wurzel 5 auf welchem Webba den Remix ihres bekanntesten Songs Häng id Luft aus dem Jahr 2007 komponierte und produzierte. Das Album stieg bei seiner Veröffentlichung auf Platz 14 der Schweizer Album-Charts ein und hielt sich für 5 Wochen in den Top 100.
Am 7. September 2011 veröffentlichte er die Single Churzschluss, zusammen mit der Berner Rapperin Steff la Cheffe. Bei dem Lied handelt es sich um die erste schweizerdeutsche Dubstep-Veröffentlichung und es wird ausschliesslich in digitaler Form über iTunes vertrieben. Das dazugehörige Musikvideo zeigt unter anderem einen nachgestellten Amoklauf auf dem Vorplatz des schweizerischen Regierungsgebäudes. Auf Grund der Gewaltdarstellungen wurde in der grössten Tageszeitung der Schweiz über das Video berichtet. Der Videoclip wurde daraufhin im Tagesprogramm von MTV Schweiz und SF zwei ausgestrahlt.
Bei der alljährlich stattfindenden Slangnacht in der Roten Fabrik in Zürich, wurde Webba am 29. Oktober 2011 mit dem Swiss HipHop Music Award als Bester Produzent 2011 ausgezeichnet. Die Awards wurden 2011 zum sechsten Mal verliehen, wobei die Kategorie für den besten Produzenten erst seit 2008 existiert. Die vorhergehenden Gewinner sind SAD (2008), Claud (2009) und Onur (2010).
Am Freitag, den 13. Januar 2012 wurde das zweite Solo-Album mit dem Namen Uswärts! veröffentlicht. Die Platte enthält 12 Songs und weist starke Dubstep und Drum and Bass Einflüsse auf. Nebst Steff la Cheffe sind Baze, Diens, Fantu, Hans Nötig, Lo & Leduc und Fygeludi auf diesem Werk zu Gast. Das grafische Artwork des Booklets ist ein 24-seitiger, auf Fotos basierender Comic-Strip im 70 Jahre Science-Fiction Look, welches für den zweiten Video-Clip zum Song Aasträngend zusätzlich animiert wurde. Die grafische Umsetzung wurde durch die Berner Firma Decoy Collective realisiert.
Auf dem am 26. April 2013 veröffentlichten Album Vögu zum Geburtstag von Steff La Cheffe komponierte und produzierte Weber den Song Tiefer gah, welcher ebenfalls den Rapper Baze als Gast beinhaltet. Das Album stieg auf dem ersten Platz der offiziellen Schweizer Charts ein und wurde wenig später mit einer goldenen Schallplatte ausgezeichnet.
Danach veröffentlichte Webba keine eigene Musik mehr, bis am 26. Juni 2020 das Album Trotzdäm der von ihm gegründeten Rock-Band Tschuggr erschien. Das Album wurde zusammen mit der ersten Single-Auskopplung zum Song Niederscherli inkl. des dazugehörigen Musikvideos veröffentlicht. Auch hier wurden die Lieder alle von ihm geschrieben, komponiert und produziert. Das Album enthält elf Lieder und wurde ausschliesslich als Vinyl-Schallplatte sowie digital veröffentlicht. Das Werk erhielt in der Presse sehr gute Kritiken. Das Album wurde von Oli Boesch gemischt und gemastert und über das Label EquipeMusic vertrieben.
2021 war er Teil der bisher grössten, kulturellen Solidaraktion der Schweiz, namens "Ghostfestival - Das Festival das nicht stattfindet". Diese nationale Solidar-Aktion für Kulturschaffende fand im Zuge der weltweiten Corona-Pandemie statt. Sie fand ihren Höhepunkt in Form des "Ghost Orchestra", welches aus 187 verschiedenen Bands und Künstlern bestand und mit dem gleichnamigen Album den Einstieg auf Platz 1 der schweizerischen Album-Charts gelang. Ebenfalls im Jahr 2021 wurde das zehn Jahre zuvor veröffentlichte Lied "Churzschluss" in der dritten Staffel von Wilder verwendet und war Teil des Soundtracks. Im gleichen Jahr begann Weber als Produzent auch seine Arbeit, für die neuen Alben der Rapperin und Sängerin 11ä sowie der Death Metal Band The Artifice. 2022 erschienen mit Hypocrisy Exposed, Philistine Paradise und Siderial die ersten drei Singles des Albums "Nuclear Winter" von The Artifice. Das Album Elixir von 11ä erschien am 29. Januar 2023 und stieg auf Platz 12 der offiziellen Schweizer Charts ein.

## Diskografie

### Alben und EPs
- 2002 Grössäwahn (Artist: Krümelmonstaz)
- 2004 Inkubation (Artist: Krümelmonstaz)
- 2009 Deheim? (Artist: Webba)
- 2012 Uswärts! (Artist: Webba)
- 2020 Trotzdäm (Artist: Tschuggr)

### Singles
- 2000 Raptrack (Artist: Krümelmonstaz)
- 2002 Grössäwahn (Artist: Krümelmonstaz)
- 2004 Retter vom Rap (Artist: Krümelmonstaz feat. Dodo)
- 2009 Wäg vo hiä (Artist: Webba)
- 2009 Du hesch ke (Artist: Webba feat. Baze)
- 2011 Churzschluss (Artist: Webba feat. Steff la Cheffe)
- 2012 Aasträngend (Artist: Webba)
- 2020 Niederscherli (Artist: Tschuggr)

### Musikvideos
- 2002 Grössäwahn (Artist: Krümelmonstaz)
- 2004 Retter vom Rap (Artist: Krümelmonstaz feat. Dodo)
- 2009 Wäg vo hiä (Artist: Webba)
- 2009 Du hesch ke (Artist: Webba feat. Baze)
- 2011 Churzschluss (Artist: Webbafeat. Steff la Cheffe)
- 2012 Aasträngend (Artist: Webba)
- 2012 Bruches nid (Artist: Webba)
- 2020 Niederscherli (Artist: Tschuggr)

### Produktionen, Gastbeiträge und Recordings
- 2000 Bumerang Tape (Artist: Linktiim)
- 2001 Klangvoll Tape (Artist: Drüklang)
- 2001 Schtiiz Sürprim (Artist: Läufer)
- 2002 Emty Rec Jam (Artist: VA / Live-CD)
- 2002 Sheheilig (Artist: Big Zis)
- 2004 Summertunes (Artist: Esmob)
- 2004 PoolLoops (Artist: Poolprod.)
- 2004 Kei Gwalt! (Artist: VA)
- 2005 Vo mir, für mi, figg di (Artist: Flizzu)
- 2005 Ziitlos (Artist: Merlo)
- 2005 CH 2005 (Artist: Merlo)
- 2007 Dabu Fantastic (Artist: Dabu Fantastic)
- 2007 Das bi ig (Artist: Fagant)
- 2008 Lo & Order (Artist: Lo & Order)
- 2010 Update 2.0 (Artist: Lo & Leduc)
- 2010 Seiltänzer (Artist: Tommy Vercetti)
- 2010 Boomerang (Artist: Ziggy Mojo)
- 2011 Tour de Suisse (Artist: Fygeludi)
- 2011 Remixes & DVD (Artist: Wurzel 5)
- 2011 Update 3.0 fin de siècle (Artist: Lo & Leduc)
- 2012 Chli so wie früehner (Artist: Drüklang feat. Webba)
- 2012 Clean (Artist: MDMA)
- 2012 I gloub s’isch besser (Artist: Baze & Schoedo)
- 2013 Liechtkrieger Vol. 1 (Artist: Skilluminati feat. Webba)
- 2013 Vögu zum Geburtstag (Artist: Steff la Cheffe)
- 2013 Split Tongues (Artist: Burni Aman)
- 2014 Innere Zirkel (Artist: Chilz)
- 2015 Mau witer luegä... (Artist: B.I.B)
- 2015 Träumer (Artist: Merlo)
- 2015 Swiss VBT 2015 8tel HR - Nemo vs. Mizzy (Artist: Nemo)
- 2017 Bis zum Schluss (Artist: Apophenia feat. Webba)
- 2020 Nei (Artist: 11ä)
- 2020 Retour (Artist: 11ä)
- 2020 Fly (Artist: 11ä)
- 2021 Ghost Orchestra (Artist: Ghost Orchestra)
- 2021 Wie sie luegt (Artist: 11ä)
- 2021 Unändlechkeit (Artist: 11ä)
- 2022 Lach für mi (Artist: 11ä)
- 2022 Hypocrisy Exposed (Artist: The Artifice)
- 2022 Phillistine Paradise (Artist: The Artifice)
- 2022 Siderial (Artist: The Artifice)
- 2022 Elixir (Artist: 11ä)
- 2023 Craven's Nest (Artist: The Artifice)
- 2023 Je Ne Sais Koi (Artist: Buskapé)
- 2023 Bisso Na Bisso (Artist: Buskapé)
- 2023 Dänk a Mi (Artist: Buskapé)
- 2023 Us Liebi (Artist: Buskapé)
- 2023 Urns of the Innocent (Artist: The Artifice)
- 2024 Blibt (Artist: Buskapé feat. Webba)
- 2024 Staring into the Abyss (Artist: The Artifice)
- 2024 7000 Sprache (Artist: Buskapé)
- 2024 Wicked Usurper (Artist: The Artifice)